# Edward King (1er comte de Kingston)
Pour les articles homonymes, voir Edward King et King.
Edward King (29 mars 1726 - 8 novembre 1797) est un homme politique anglo-irlandais et un pair.

## Biographie
Il est le fils aîné de Henry King (3e baronnet) et d'Isabella Wingfield, fille d'Edward Wingfield. Il a une sœur jumelle, Frances, qui épouse Hans Widman Wood de Rosmead, comté de Westmeath. Il siège à la Chambre des communes irlandaise en tant que député de Boyle entre 1749 et 1760, avant de siéger pour le comté de Sligo de 1761 à 1764. Le 22 mai 1755, il devient baronnet à la suite du décès prématuré de son frère aîné, Robert King (1er baron Kingsborough). Le 15 juillet 1764, il est élevé à la pairie d'Irlande sous le titre de baron Kingston et occupe son siège à la Chambre des lords irlandaise. Il est créé vicomte Kingston le 15 novembre 1766 et comte Kingston le 25 août 1768.
Lord Kingston occupe le poste de Custos Rotulorum of Roscommon entre 1772 et son décès en 1797 et est nommé membre du Conseil privé d'Irlande le 20 janvier 1794. Il est franc-maçon et exerce deux mandats en tant que grand maître de la Grande Loge d'Irlande, entre 1761 et 1763, et de 1769 à 1770.

## Famille
Il épouse Jane Caulfeild, fille de Thomas Caulfeild et Peggy Jordan, le 5 janvier 1752 et eut sept enfants. Son fils survivant, Robert, lui succède. Sa fille Jane épouse Laurence Parsons (1er comte de Rosse). Une autre fille, Frances, épouse Thomas Tenison du château, comté de Roscommon : ils sont les parents d’Edward King-Tenison, homme politique whig et photographe pionnier.